# Fonsi Nieto
Alfonso 'Fonsi' González Nieto (Madrid, 2 de dezembro de 1978) é um motociclista espanhol. Fonsi é sobrinho do conhecido motociclista Ángel Nieto.